# مریل لینچ
مریل لینچ (به انگلیسی: Merrill Lynch) شرکت خدمات مالی آمریکایی است، که در زمینه مدیریت سرمایه‌گذاری و مدیریت ثروت بنک آو امریکا فعالیت می‌نماید و با سرمایه در گردشی معادل ۲٫۲ تریلیون دلار، به‌عنوان بزرگترین شرکت کارگزار مالی جهان شناخته می‌شود.
شرکت مریل لینچ در سال ۱۹۱۴ توسط چارلز ادوارد مریل، تحت نام چارلز ای. مریل اند کو. در ساختمان شماره ۷ وال استریت تأسیس شد. در سال ۱۹۱۵ در پی پیوستن ادموند کالورت لینچ به این شرکت، نام آن به مریل لینچ اند کو تغییر پیدا کرد و با ورود این شرکت به بازار بورس نیویورک در سال ۱۹۵۲ نام آن به مریل لینچ تغییر یافت.
شرکت مریل لینچ در پی وقوع بحران مسکن آمریکا ۲۰۰۸ ورشکسته شد و در ژانویه ۲۰۰۹ توسط بنک آو امریکا خریداری گردید و در سال ۲۰۱۳ در این بانک ادغام شد. در حال حاضر زیرمجموعه‌ای از بنک آو امریکا به‌شمار می‌آید. دفتر مرکزی این شرکت در شهر نیویورک قرار دارد و دفتر بین‌المللی آن نیز در شهر لندن مستقر می‌باشد.